# Buthus israelis
Espèce
Synonymes
- Buthus occitanus mardochei israelis Shulov & Amitai, 1959
- Buthus occitanus israelis Shulov & Amitai, 1959

Buthus israelis est une espèce de scorpions de la famille des Buthidae.

## Distribution
Cette espèce se rencontre en Israël et en Égypte au Sinaï.

## Description
Buthus israelis mesure jusqu'à 70 mm.

## Systématique et taxinomie
Cette espèce a été décrite comme variété de Buthus occitanus mardochei par Shulov et Amitai en 1959. Elle est élevée au rang de sous-espèce par Pérez en 1974 puis au rang d'espèce par Lourenço, Yağmur et Duhem en 2010.

## Étymologie
Son nom d'espèce lui a été donné en référence au lieu de sa découverte, Israël.

## Publication originale
- Shulov & Amitai, 1959 : « Observations sur les scorpions, Buthus occitanus ssp. mardochei var. israelis var. nov. » Archives de l'Institut Pasteur d'Alger, vol. 37, no 1, p. 218-225.